# ماوة (يريم)

تعديل مصدري - تعديل

ماوة هي إحدى قرى عزلة بني منبة بمديرية يريم التابعة لمحافظة إب، بلغ تعداد سكانها 859 نسمة حسب تعداد اليمن لعام 2004.